# Mario Hämmerle
Mario Hämmerle (* 21. April 1966 in Lustenau) ist ein österreichischer Antiquitätenhändler und Sachverständiger.

## Leben
Mario Hämmerles Eltern sind Kurt und Katharina Hämmerle. Seine Lehre zum Kfz-Mechaniker schloss er 1984 ab. Nach seinem Präsenzdienst bereiste er bis 1991 die Vereinigten Staaten von Amerika, Australien und Asien; zwischenzeitlich war er in Vorarlberg als Dachdecker, Mechaniker, im Büro, in der Entwicklung für Automobile und in anderen Bereichen tätig. Darauf baute er mit Elmar Diem in Dornbirn ein Antiquitätengeschäft auf. Nach der Verlegung des Geschäfts an einen anderen Standort eröffnete Hämmerle 2000 in Dornbirn sein eigenes Geschäft für den An- und Verkauf von Antiquitäten, Möbeln, Oldtimern und Motorrädern.
Seit 2019 tritt Hämmerle in der ServusTV-Sendereihe Bares für Rares Österreich als Experte für die Bewertung von Altwaren auf.
Mario Hämmerle war verheiratet mit Sonja Hämmerle, geborene Ilic. Der Verbindung entstammen zwei Kinder (* 1997 und 1999).